# Мелля-Тамакское сельское поселение
Мелля-Тамакское се́льское поселе́ние — муниципальное образование в Муслюмовском районе Татарстана Российской Федерации.
Административный центр — село Мелля-Тамак.

## История
Статус и границы сельского поселения установлены Законом Республики Татарстан от 31 января 2005 года № 30-ЗРТ «Об установлении границ территорий и статусе муниципального образования "Муслюмовский муниципальный район" и муниципальных образований в его составе».

## Население
| 2010 | 2011 | 2012 | 2013 | 2014 | 2015 | 2016 |
| ---- | ---- | ---- | ---- | ---- | ---- | ---- |
| 731  | ↘729 | ↗738 | ↘736 | ↘728 | ↘704 | ↘683 |
| 2017 | 2018 |      |      |      |      |      |
| ↘677 | ↘661 |      |      |      |      |      |

## Состав сельского поселения
| № | Населённый пункт | Тип населённого пункта       | Население |
| - | ---------------- | ---------------------------- | --------- |
| 1 | Мелля-Тамак      | село, административный центр |           |
| 2 | Нарат-Асты       | деревня                      |           |